# Józef Geronis de Libuschin
Józef Eugeniusz Libuschin-Geronis (ur. 6 stycznia 1894 w Kosowie, zm. wiosną 1940 w Charkowie) – major piechoty Wojska Polskiego, ofiara zbrodni katyńskiej.

## Życiorys
Urodził się 6 stycznia 1894 w Kosowie, ówczesnym mieście powiatowym Królestwa Galicji i Lodomerii, w rodzinie Józefa i Modesty z kniaziów Łabuńskich. Był młodszym bratem Kazimierza (ur. 1891), żołnierza Legionów Polskich, maszynisty kolejowego, odznaczonego Krzyżem Niepodległości. Ukończył seminarium nauczycielskie.
W czasie I wojny światowej walczył w szeregach cesarsko-królewskiej Obrony Krajowej. Jego oddziałem macierzystym był pułk strzelców nr 34. Na stopień podporucznika rezerwy został mianowany ze starszeństwem z 1 sierpnia 1916.
Z dniem 1 listopada 1918 został przyjęty do Wojska Polskiego z zatwierdzeniem posiadanego stopnia porucznika i przydzielony do 1 baonu strzelców. W czasie wojny z bolszewikami walczył w szeregach 20 pułku piechoty. Był dowódcą kompanii i batalionu. Został ciężko ranny w bitwie pod Brodami.
18 lutego i 14 października 1921 dowódca 20 pp, podpułkownik Stanisław Schuster-Kruk sporządził wnioski na odznaczenie porucznika Geronisa de Libuschin Orderem Virtuti Militari. Oba wnioski poparte przez generałów Stanisława Szeptyckiego, Kazimierza Raszewskiego i Mieczysława Linde oraz pułkowników Ryszarda Frendla i Karola Szemiota trafiły do Adiutantury Generalnej Naczelnego Wodza (odpowiednio 9 kwietnia i 16 grudnia 1921), lecz nie zostały pozytywnie rozpatrzone.
18 lutego 1921 dowodził 6. kompanią strzelecką 20 pp. Później służył w 75 Pułku Piechoty w Królewskiej Hucie. 2 kwietnia 1929 został mianowany majorem ze starszeństwem z 1 stycznia 1929 i 66. lokatą w korpusie oficerów piechoty, a w lipcu tego roku zatwierdzony na stanowisku kwatermistrza. W kwietniu 1934 został przeniesiony do Powiatowej Komendy Uzupełnień Łańcut na stanowisko komendanta. W lipcu 1935 został zwolniony z zajmowanego stanowiska i oddany do dyspozycji dowódcy Okręgu Korpusu Nr X. W tym samym roku został przeniesiony w stan spoczynku.
Po zakończeniu służby wojskowej pracował jako kierownik szkoły powszechnej we wsi Ochaby na Śląsku Cieszyńskim.
W nieznanych okolicznościach, po agresji ZSRR na Polskę (17 września 1939), został wzięty do niewoli sowieckiej i osadzony w obozie w Starobielsku. Wiosną 1940 został zamordowany przez funkcjonariuszy NKWD w Charkowie i pogrzebany potajemnie w bezimiennej mogile zbiorowej w Piatichatkach, gdzie od 17 czerwca 2000 mieści się oficjalnie Cmentarz Ofiar Totalitaryzmu w Charkowie. Figuruje na tzw. liście Gajdideja (poz. 954).
5 października 2007 minister obrony narodowej Aleksander Szczygło mianował go pośmiertnie na stopień podpułkownika. Awans został ogłoszony 9 listopada 2007 w Warszawie, w trakcie uroczystości „Katyń Pamiętamy – Uczcijmy Pamięć Bohaterów”.

## Odznaczenia
- Krzyż Walecznych[24][25]
- Medal Pamiątkowy za Wojnę 1918–1921[2]
- Medal Dziesięciolecia Odzyskanej Niepodległości[2]

20 grudnia 1932 Komitet Krzyża i Medalu Niepodległości odrzucił wniosek o nadanie mu tego odznaczenia „z powodu braku pracy niepodległościowej”. 26 czerwca 1938 Komitet ponownie rozpatrzył i odrzucił wniosek.